# Альґімантас Насвітіс
Альґімантас Насвітіс (лит. Algimantas Nasvytis; 8 квітня 1928, Каунас — 27 липня 2018, Вільнюс) — литовський архітектор, міністр будівництва та урбаністики Литви (1990—1992). Один із лідерів організації Саюдіс під час боротьби за відновлення незалежності Литви.
Автор статей із архітектури і міського будівництва, професор. Брат Вітаутаса Насвітіса, в співавторстві з яким створив низку значних проектів.

## Біографія
Закінчив Художній інститут Литви (1952). З 1980 викладав у Вільнюському інженерно-будівельному інституті; доцент (1983), професор (1993).
Брав участь в самостійницькому русі Саюдіс. 1990-1992 — міністр будівництва та урбаністики Литви, в 1993-1996 — голова Спілки архітекторів Литви.

## Творчість

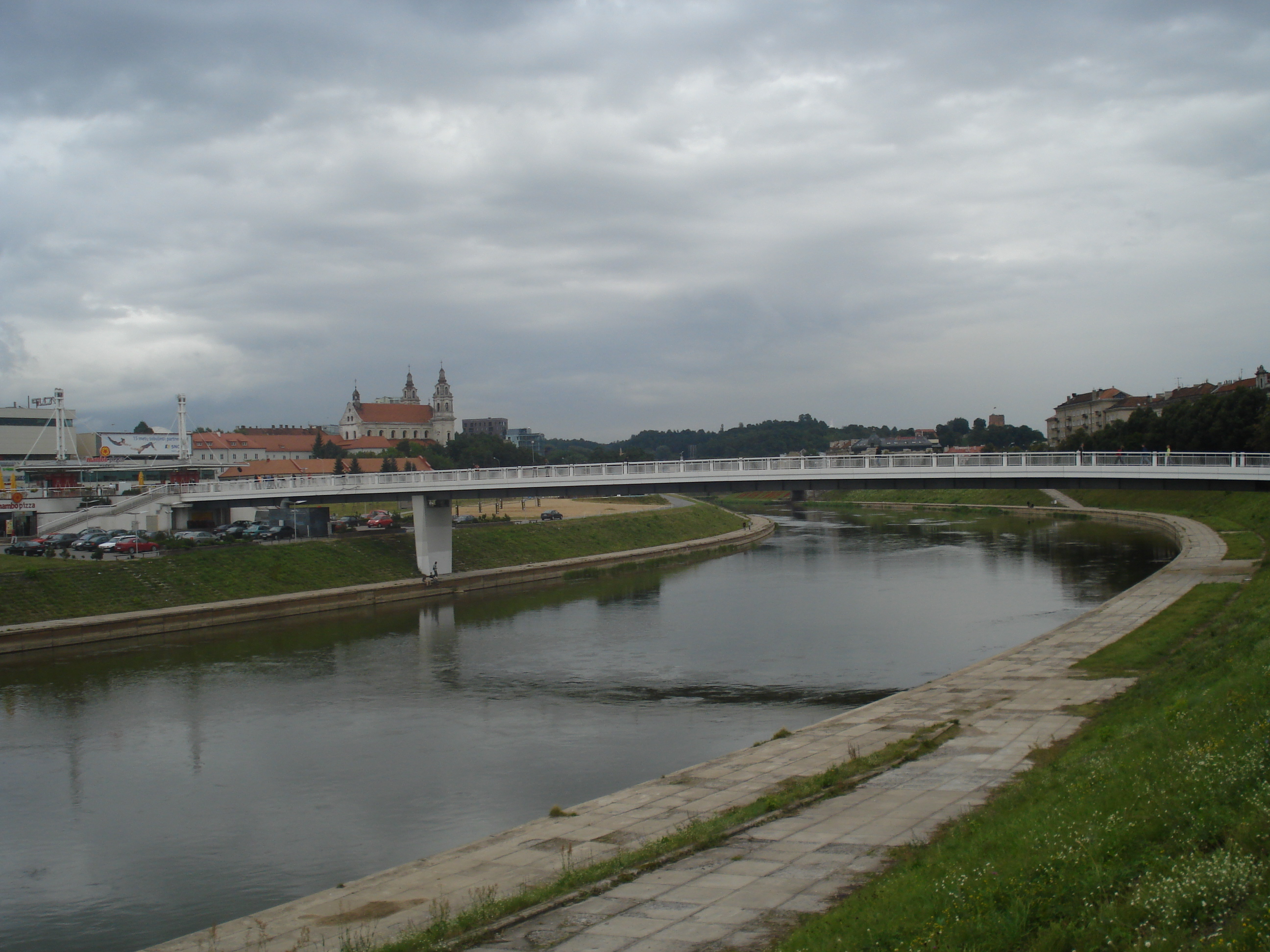
Білий міст

Спільно з братом Вітаутасом Насвітісом оформляв інтер'єри, виставки, розробляв проекти (1965, 1970, 1975, 1980, 1985; головний художник, спільно з братом), створював архітектурні частини скульптурних пам'ятників Пушкіну у Вільнюсі (спільно з В. Насвітісом; скульптор Б. Вишняускас; 1955), Дарюса і Гіренаса в Каунасі (спільно з В. Насвітісом; скульптор В. Мачюйка; 1963), Юлії Жемайте в Вільнюсі (спільно з В. Насвітісом; скульптор П. Александравічюс; 1971), Йонаса Яблонскіса в Маріямполе (спільно з В. Насвітісом і Й. Пілкаускасом; скульптор П. Александравічюс; 1992).
За проектами Альґімантаса і Вітаутаса Насвітісів побудовані або реконструйовані:
- кафе «Неринга» (1959) і готель «Неринга» (капітальна реконструкція, 1960), Вільнюс, пр. Гедиміна;
- поштамт, Вільнюс, пр. Гедиміна (капітальна реконструкція, 1969);
- Драматичний театр Литви у Вільнюсі (нині Литовський національний драматичний театр; капітальна реконструкція, 1974-1981;
- готель «Летува» у Вільнюсі (1976-1983; нині «Reval Hotel Lietuva»);

## Нагороди та звання
- Професор (1993)
- Орден Великого князя Литовського Гедиміна 4-го ступеня (1998)
- Орден Лицаря архітектури (1998)
- Медаль Незалежності Литви (2000)
- Премія Святого Христофора (2007)